# Leontios al II-lea
Leontios al II-lea (n. 660 d.Hr., Isauria – d. 15 februarie 706 d.Hr., Constantinopol, Imperiul Roman de Răsărit), a fost împărat bizantin între anii 695 și 698.
Leontios s-a născut în Isauria și a fost un general în armata bizantină. În 686, Iustinian II l-a trimis în Armenia împotriva arabilor. În 693, după înfrângerea de la Sebastopolis, Leontios a fost arestat din ordinul lui Iustinian. Dar acesta l-a eliberat în 695. Ajutat de facțiunea albastră și de patriarhul Kallinikos, Leontios l-a detronat pe Iustinian, proclamându-se împărat. În timpul domniei sale nepopulară, Leontios a pierdut teritoriile din Africa (Cartagina a căzut în 697). În 698, o răscoală condusă de Apsimaros l-a detronat pe Leontios proclamându-se împărat. Leontios a fost mutilat și închis în mănăstirea Psamathion din Constantinopol. A fost executat de Iustinian (întors din exil) în 705.